# Jaén (provincie van Peru)
Jaén is een provincie in de regio Cajamarca in Peru. De provincie heeft een oppervlakte van 5.233 km² en telt 199.000 inwoners (2015). De hoofdplaats van de provincie is het district Jaén; dit district vormt  eveneens de stad (ciudad) Jaén.

## Bestuurlijke indeling
De provincie Jaén is verdeeld in twaalf districten, UBIGEO tussen haakjes:
- (060802) Bellavista
- (060803) Chontali
- (060804) Colasay
- (060805) Huabal
- (060801) Jaén, hoofdplaats van de provincie en vormt eveneen de stad (ciudad) Jaén
- (060806) Las Pirias
- (060807) Pomahuaca
- (060808) Pucará
- (060809) Sallique
- (060810) San Felipe
- (060811) San José del Alto
- (060812) Santa Rosa

Cajabamba · Cajamarca · Celendín · Chota · Contumazá · Cutervo · Hualgayoc · Jaén · San Ignacio · San Marcos · San Miguel · San Pablo · Santa Cruz